# Raulín Rodríguez
Raulín Marte Rodríguez (Las Matas de Santa Cruz, Provincia de Monte Cristi; 16 de junio de 1971) es un cantautor de bachata dominicano conocido en su país como "El cacique". Forma parte de la trinidad de los bachateros más grandes de la historia que incluye a  Antony Santos y Luis Vargas.

## Carrera
Raulín Rodríguez nació en Montecristi, República Dominicana, el miércoles 16 de junio de 1971. Siendo todavía un niño, mostró inclinación por la música, aunque no pudo estudiar por falta de recursos económicos tuvo acceso a una guitarra donde desarrollo sus habilidades. Raulín comenzó a tocar guitarra de forma autodidacta y a cantar en el coro de la escuela a la edad de 14 años. 
Con el nombre de Raulín Rodríguez, “El Cacique”, identificó su primer conjunto de bachata, grabando su primer disco en la República Dominicana.
En 2013 lanzó la bachata "Esta Noche" la cual debutó en el puesto número uno en la República Dominicana, tanto como en varios países del exterior, en la actualidad, es uno de los temas de mayor aceptación en el ámbito bachatero.
Posteriormente, firmó contrato con Plátano Records, compañía con la que ha grabado 8 discos de larga duración, con los temas de sus producciones: “Una mujer como tú”, “Regresa amor”, “Medicina de amor”, “El amor de mi vida”, “Me la pusieron difícil”, “Soledad”, “Corazón, corazón” y “Sin Fortuna”. Raulín es el compositor y arreglista de todos sus temas, y entre ellos, “Nereyda”, “Una mujer como tú” y “Medicina de amor”, alcanzaron los primeros lugares de popularidad en México, Estados Unidos (Miami y Nueva York) y en su natal República Dominicana.
En las áreas de Nueva York y Miami, Raulín es uno de los artistas con más arraigo popular, por lo que registra gran asistencia de público, en los lugares donde se presenta. También ha llevado su música a otros mercados de los Estados Unidos, como la ciudad de Houston, e internacionalmente lo han escuchado en vivo en sitios tales como, Curazao, Bonaire, Aruba, España, Alemania, entre otros.
Raulín es de los artistas que se preocupa por la calidad de sus grabaciones, por lo que se muestra muy exigente a la hora de realizar las mezclas de sus temas. Raulín Rodríguez ha sido nominado a los premios “Cassandra”, que entrega la Asociación de Cronistas de Arte (Acroarte) de la República Dominicana, en la categoría “Bachatero del año”, por el nivel de popularidad y ventas de sus discos en el mercado local dominicano e internacional.
La trayectoria de Raulín en la bachata es una de las más sobresalientes. Raulín ha dejado en lo que va de carrera un sin número de éxitos que pocos bachateros han logrado alcanzar. Según la opinión de los que saben de este ritmo, Raulín se encuentra entre los primeros 5 bachateros de esta nueva generación.
Su música que se caracteriza además por la calidad de sus grabaciones, ha trascendido fronteras, mares, océanos y continentes. México, Nueva York, Miami, Houston, Curazao, Bonaire, Aruba y España dan prueba de ello.
En 2014 se dan a conocer las nominaciones del año anterior de los Premios Soberano en la cual fue nominado Raulín Rodríguez en la categoría “Bachatero del año” y “Bachata del año” con “Esta Noche”.
En ese mismo año fue lanzado el tema Pide lo que quieras que estuvo 38 semanas en la lista Top Latin Songs - República Dominicana de Monitor Latino y ha logrado la segunda posición, consolidando un irrefutable éxito comercial.

## Discografía

### Una mujer como tú (1993)
1. Una Mujer Como Tú
2. Nunca Dejaré de Amarte
3. Fue Como el Viento
4. Canción del Corazón
5. Margarita
6. Que Dolor
7. Mi Morenita
8. Anoche
9. La Vieja
10. Por Esa Mujer
11. Si Te Vas Mi Hembra

### Regresa Amor (1994)
1. Ay Dios
2. Regresa Amor
3. El Ñoño
4. Nereyda
5. Tragedia de Arsenio Díaz
6. Dile Que No
7. El Comelón
8. Solo Por Ella
9. Quiéreme
10. Los Gorditos

### Medicina de Amor (1994)
1. Medicina de Amor
2. Amor de Lejos
3. Homenaje a Mamá
4. María Luisa
5. Niña Bonita
6. Mujer Infiel
7. Que Vuelva
8. La Morena
9. La Cura de Rosa
10. El Tiguerón

### El Amor Da Vida (1995)
1. Dame Corazón
2. Amor de Mi Vida
3. Las Mujeres de Quisqueya
4. Amor Te Extraño
5. Homenaje a José Acosta
6. Si Supieras
7. No Creo en el Amor
8. El Amor Da Vida
9. Mujer Dame, Dame
10. Amor Eres el Camino
11. Te Amé con el Alma
12. Saludos a Mis Amigos
13. Se Fue Para Siempre

### Me la Pusieron Difícil (1996)
1. Me la Pusieron Difícil
2. Quiero Saber
3. Merengue a los Amigos
4. Muchacha Bonita
5. Vamos a Bailar y Gozar
6. Que Voy a Hacer
7. Su Novio Primero
8. Los Dos Amigos
9. Sin Ti Mi Amor
10. Sin Ti

### Soledad (1997)
1. Hace Tiempo Que Dejé de Verla
2. Hoy Que Tú No Estás
3. La Loca
4. Soledad
5. El Amor Que Me Pediste
6. Quisiera Detener el Tiempo
7. No Puedo Vivir Sin Ella
8. Despedida
9. Ingrata Mujer
10. Los Perdíos

### Corazón, Corazón (1998)
1. Morena Yo Soy Tu Marido
2. Me Siento Triste Hoy
3. Navidad, Navidad
4. Corazón, Corazón
5. Y Lloraré
6. A Donde Vayas Te Seguiré
7. Dame Tu Querer
8. Yo Me Enamoré
9. Un Amor Que Se Va
10. Popurrí: Dos Amantes / Nunca Más Podré Olvidarte / Chiquitita

### Sin Fortuna (1999)
1. Que Me la Devuelva
2. Si Tú Te Vas
3. Caliéntalo
4. Cuando Se Habla de Amor
5. Si Algún Día la Ves
6. Sin Fortuna
7. Te Amo y Te Quiero Mi Amor
8. Martín
9. Me Siento Triste Hoy
10. Estoy Enamorado de Ti

### Arráncame la Vida (2000)
1. Arráncame la Vida
2. Quiero Ser de Ti
3. Dos Mujeres Para Mi
4. Quisiera Ser la Cama
5. Y Volveré
6. Como Quisiera Olvidarte
7. Espérame
8. ¿Qué Será?
9. Mi Linda Paloma
10. La Castigadora

### Derroche de Amor (2002)
1. Derroche de Sexo
2. Cuando Te Acuerdes de Mi
3. Me Pregunto Por Qué
4. Mi Gran Amor
5. Si Yo Pudiera
6. Popurrí: Olvido / Ahora Seremos Felices
7. Me Olvidé de Vivir
8. Ya No
9. No Quiero Hacerte Daño
10. Respeta Mi Dolor
11. Bomba

### Live (2002)
Vol. 2
1. Que Me la Devuelva
2. Arráncame la Vida
3. Me la Pusieron Difícil
4. Espérame
5. La Despedida
6. Quisiera Ser la Cama
7. Quiero Ser de Ti
8. Dos Mujeres Para Mi
9. Dame Tu Querer
10. Me Siento Triste Hoy
11. Si Nuestro Amor Se Acaba
12. No Me Ames
13. La Castigadora
14. Navidad, Navidad

### Dímelo (2003)
1. Buscaré Un Nuevo Amor
2. Sólo Pienso En Ella
3. La Mujer Casada
4. Dios Mío Por Qué
5. Te Recordaré
6. Que Te Pasa
7. Dímelo
8. Quiero Dormir Cansado
9. Cariño Mío

### Si No Te Tengo (2004)
1. Ay Hombre (vallenato en bachata)
2. Es Mejor
3. Y Ahora Te Vas
4. Si No Te Tengo
5. Hoy Quiero Escribir Una Canción
6. Nadie Más Que Tú
7. No Me Vuelvo a Enamorar
8. Te Quiero
9. Amor de Mi Vida
10. No Engañes Tu Corazón
11. Llora Mi Corazón
12. Que Te Pasa
13. Mi Tonto Amor

### Piel Sin Alma (2005)
1. Piel Sin Alma
2. Solo Quiéreme
3. Después de Tanto Amor
4. Te Pierdo y Te Pienso
5. Por Gustarte
6. Por Tu Primer Beso
7. Mi Mejor Amiga
8. Ya Te Vas Amor
9. Los Resbalones

### A Dónde Iré Sin Ti (2006)
1. A Dónde Iré Sin Ti
2. Se Me Salen las Lágrimas
3. Te Olvidaré
4. La Última Carta
5. Lo Mejor Que Me Ha Pasado
6. Flor Pálida
7. Que Vuelva
8. Una Tercera Persona
9. Cómo Será Mañana
10. Buena Suerte
11. Guantanamera

### La Carretera (2007)
1. Culpable
2. Tengo Corazón
3. Que Importa Si Tú Te Vas
4. Me Mata la Melancolía
5. Un Camino Lejos
6. Si Supieras
7. Por Dónde Comienza el Amor
8. Ropita Vieja
9. Por Qué Me Buscas
10. Adiós Hermano
11. Necesito Tus Besos
12. Si Yo Supiera

### Parece Mentira (2008)
1. No Se Vale
2. Parece Mentira
3. Me Sale del Alma
4. Castillo
5. No Cuentes Conmigo
6. Pobre Diablo
7. Mi Vida Háblame
8. Si Tú Volvieras
9. Solamente Tú
10. Voy a Morir de Amor

### Llámame (2010)
1. Llámame
2. Ella
3. Maldita Soledad
4. A la Orilla del Mar 2011
5. Paz En Este Amor
6. Juanita Morel
7. Besos Callejeros
8. La Niña Que Nunca Volvió
9. Dios Cambia el Mundo